# Joseph Kupelwieser

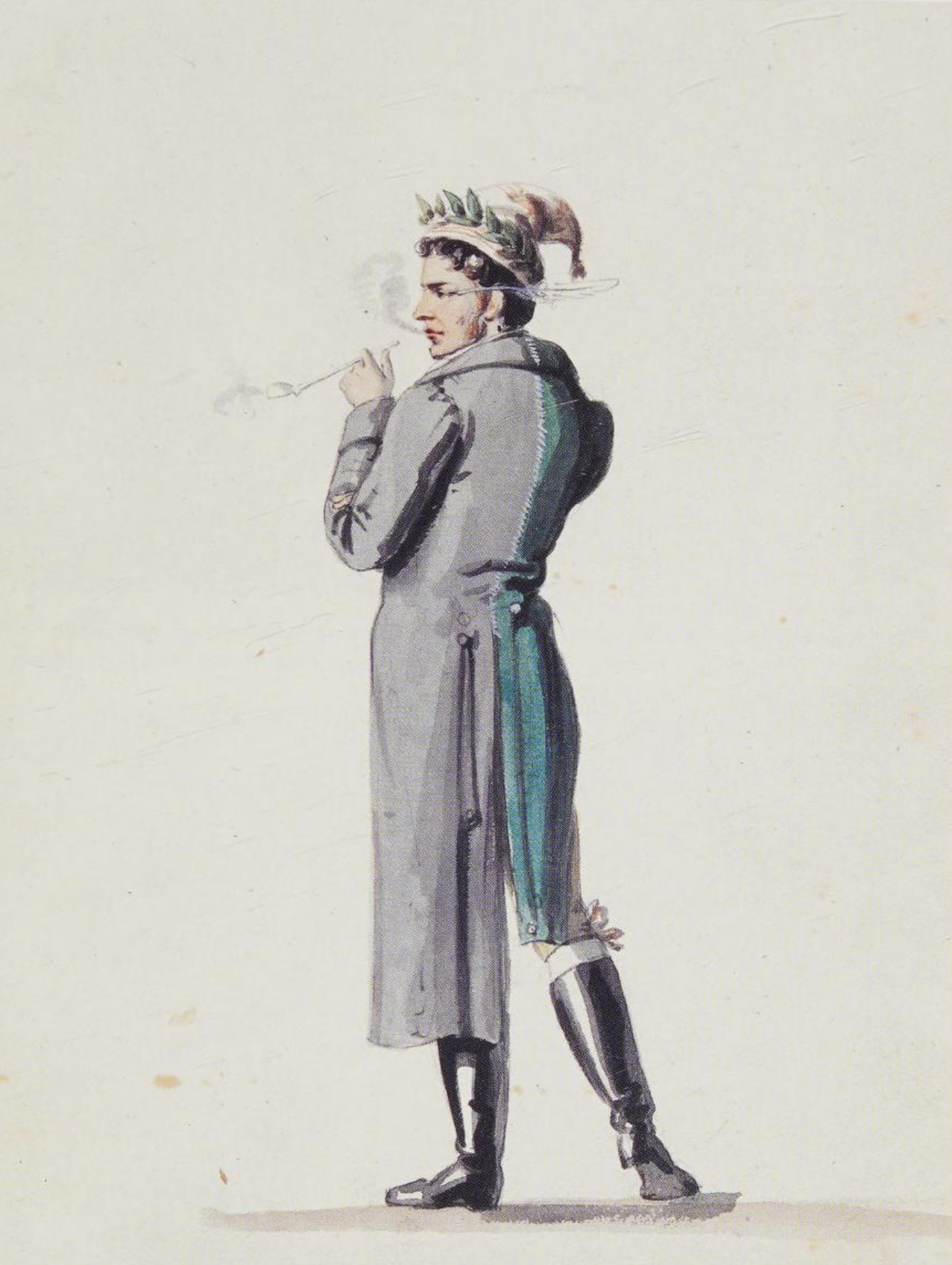
Joseph Kupelwieser alias Blasius Lecks. Tuschezeichnung von Leopold Kupelwieser (1817).

Joseph Kupelwieser (* 14. Jänner 1791 in Wien; † 2. Februar 1866 in Rudolfsheim, heute Wien) war ein österreichischer Theaterdichter.

## Leben
Zunächst wuchs Joseph als Sohn des Eisenwarenfabrikanten Johann Kupelwieser im niederösterreichischen Markt Piesting, Guntramsdorf und Wiener Neustadt auf, besuchte aber 1801/1802 auch das Akademische Gymnasium sowie das Erziehungsinstitut von Giannatassio del Rio in Wien. Anschließend studierte er kurz an der Orientalischen Akademie, wurde dann aber Soldat und erfolgloser Eisengeschirrfabrikant. Mit seiner Frau Anna Nödl (Hochzeit am 18. Mai 1812) hatte er mindestens fünf Kinder. Er war eines der aktivsten Mitglieder der Unsinnsgesellschaft (1817–1818), sein dortiger Spitzname war Blasius Lecks, in der Ludlamshöhle hatte er das Pseudonym Domwiesel der Eiltrichter.
Ab 1821  wirkte  Kupelwieser zwei Jahre als „Sekretär“ am Kärntnertortheater, dort begann er mit seinen Aktivitäten als Übersetzer, Theaterdichter und Librettist. Seine Liebesbeziehung zu  der Schauspielerin Emilie Neumann – der ersten Darstellerin der Rosamunde von Helmina von Chézy im Theater an der Wien – führte dazu, dass er Frau und Familie verließ und Engagements in Graz, Preßburg (hier war er 1825 auch Theaterleiter), Budapest und Agram (1829 ebenfalls kurz Theaterleiter) anstrebte. Von 1836 bis 1862 wirkte er am Theater in der Josefstadt wiederum als Sekretär.
Gemeinsam mit seinem jüngeren Bruder Leopold Kupelwieser gehörte er dem Freundeskreis um Franz Schubert an. 1823 verfasste er das Libretto zu Schuberts Oper Fierrabras, das von der Zensur genehmigt wurde. Die Oper wurde zu Lebzeiten der beiden Autoren aber nicht aufgeführt. Ab 1824 war Joseph Kupelwieser auch als Theaterdichter erfolgreich; mehrere seiner Stücke gelangten in Wien und Graz zur Aufführung.

## Werke
- Fierrabras, Libretto für Franz Schubert.
- Das Gesetz zu Java
- Lisbeth
- Der falsche Bart
- Die Müllerin von Burgos, Libretto für Franz von Suppè

Außerdem bearbeitete und übersetzte er u. a. Opern von Boieldieu, Meyerbeer, Rossini, Donizetti, Balfe und Hérold.